# 名頃ダム
名頃ダム（なごろダム）は、徳島県三好市東祖谷菅生、吉野川水系祖谷川に建設されたダム。高さ37メートルの重力式コンクリートダムで、四国電力の発電用ダムである。同社の水力発電所・名頃発電所に送水し、最大1,300キロワットの電力を発生する。

## 歴史
吉野川の支流・祖谷川は、祖谷渓で知られる急流河川である。徳島県最高峰・剣山に端を発し、池田ダム上流で吉野川に合流するまでの間、全6か所の水力発電所が運転しているが、その中で最も上流に位置するのが名頃ダムである。1959年（昭和34年）3月24日に公共補償を、同年6月5日に漁業補償を解決させ、同年11月24日に着工。ダムの設計にあたり、四国電力として初めて電子計算機を活用した3次元解析を導入し、合理的な設計を行った。名頃発電所は1961年（昭和36年）3月2日に運転を開始した。
名頃発電所には、発電専用水車として世界で初めて斜流水車が導入された。斜流水車はイギリスの電機メーカー、イングリッシュ・エレクトリック社の技術者・デリアによって開発されたもので、彼の名をとってデリア水車とも呼ばれている。初めにカナダの揚水発電所にポンプ水車として導入され、このたび名頃発電所に東芝製の発電専用斜流水車が据え付けられた。水車に接続される発電機（三相交流同期発電機）も回転子の磁極数を変更可能とすることで、回転数を高速と低速とで選択できるようにした特別製である。これらの機器は今後の開発・研究目的も兼ねて揚水運転も可能なように設計されており、試験的ながらも揚水運転を実際に行い、貴重なデータの採取に成功した。

## 周辺
JR土讃線・祖谷口駅付近で国道32号から祖谷川沿いに敷かれた徳島県道32号山城東祖谷山線に入り、三好市立栃之瀬小学校付近から国道439号を上流へと進むと名頃ダムに至る。ダムには祖谷川の水と、ダム下流で合流する支流・四ツ小屋川の水が貯えられている。ダム上流には奥祖谷二重かずら橋が架かる。
名頃発電所で発電に使用した水は祖谷川に放流されるが、すぐ下流の堰で取り入れられ、松尾川ダムへと送水される。松尾川ダムは祖谷川の支流・松尾川に建設された四国電力の発電用ダムで、1953年（昭和28年）に完成した。名頃発電所から水の補給を受け、送水先である松尾川第一・第二発電所（合計4万2,200キロワット）では発生電力量が増大した。祖谷川に水を戻さない代わりに、現在では名頃ダムから河川維持放流が行われている。

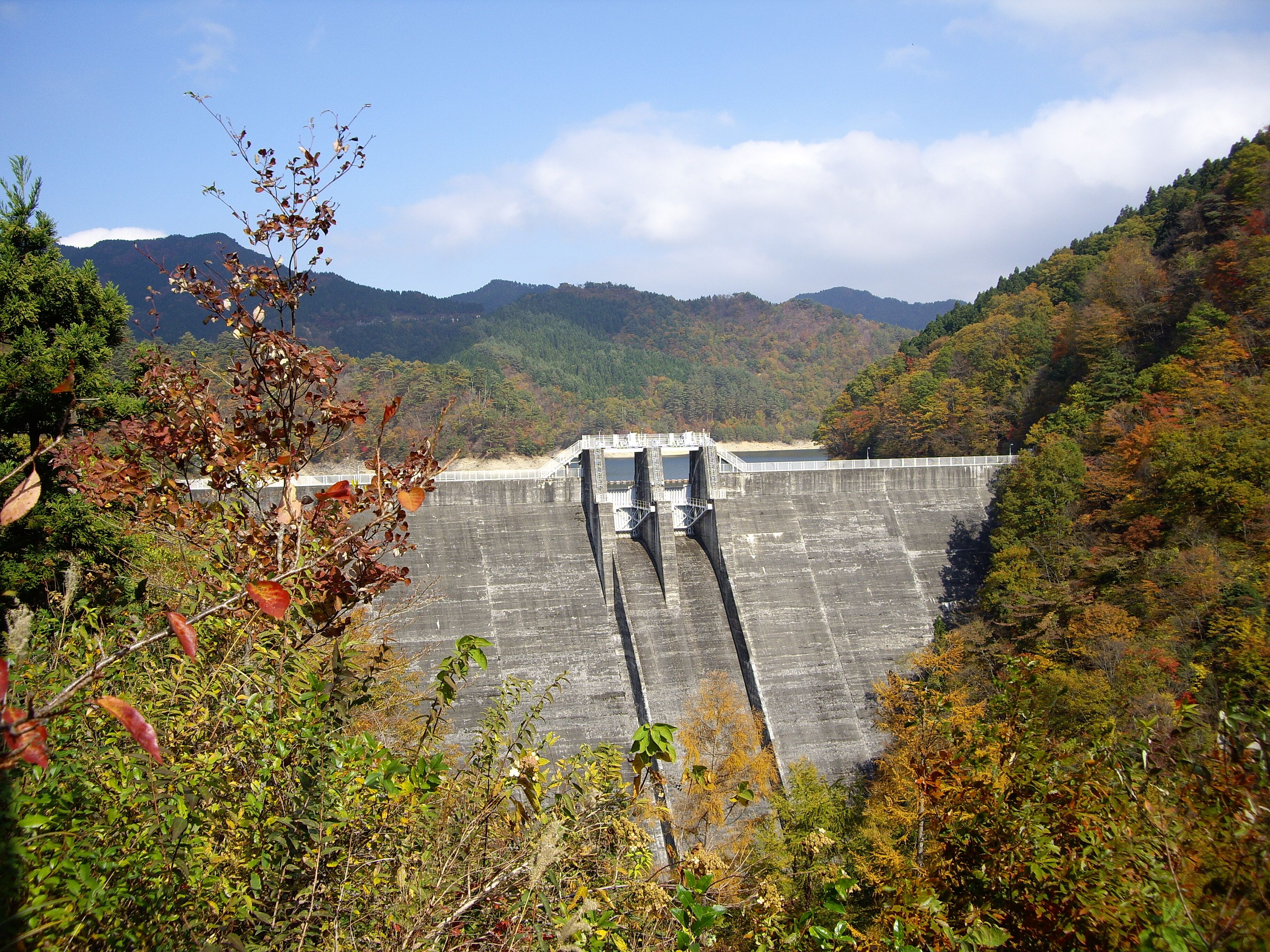
松尾川ダム